# Le uova d'oro
Le uova d'oro (Golden Yeggs) è un film del 1950 diretto da Friz Freleng. È un cortometraggio d'animazione della serie Merrie Melodies, uscito negli Stati Uniti il 5 agosto 1950. Il titolo originale è un gioco di parole tra "eggs" (uova) e "yeggs" (un termine slang che significa "scassinatori"). Il corto, che segna la prima apparizione del capo dei gangster Rocky, nel 1981 fu inserito quasi integralmente nel film di montaggio Looney, Looney, Looney Bugs Bunny Movie. Dal 1998 viene distribuito col titolo Uova d'oro.

## Trama
Quando Porky Pig trova un uovo d'oro nel suo pollaio, un'oca rivela al pubblico di averlo deposto. Tuttavia, sapendo cosa è successo all'oca dalle uova d'oro di Esopo, l'oca dice a Porky che il responsabile è Daffy Duck. Dopo aver letto quanto vale Daffy, Rocky e la sua banda dei gangster vanno da Porky e lo "convincono" a vendergli il papero. Portato Daffy nel suo nascondiglio, Rocky esige che deponga un uovo d'oro. Daffy prova allora a prendere tempo, chiedendo un ambiente più confortevole. Rocky e i suoi scagnozzi lo accompagnano quindi in un hotel. Mentre si rilassa in piscina, Daffy dimostra di disinteressarsi all'uovo, così uno scagnozzo gli spara un siluro e porta nella sua stanza. A Daffy vengono dati cinque minuti per deporre l'uovo, altrimenti verrà ucciso. Il papero chiede privacy, quindi si impegna in vari tentativi di fuga che vengono sventati da Rocky. Allo scadere del tempo, Rocky spara alla testa di Daffy. Lo stress estremo gli provoca la deposizione di un uovo d'oro. Sollevato di essere libero di andare, Daffy si avvicina alla porta. Rocky però lo blocca, indica una stanza contenente dozzine di cassette vuote e ordina a Daffy di riempirle, facendolo svenire.

## Distribuzione

### Edizione italiana
Il corto arrivò in Italia direttamente in televisione negli anni ottanta. Il doppiaggio fu eseguito dalla Effe Elle Due e diretto da Franco Latini su dialoghi di Maria Pinto, i quali in alcune occasioni ignorano il copione originale. Un ridoppiaggio più corretto fu eseguito dalla Angriservices Edizioni nel 1998 per l'uscita in VHS, sotto la direzione di Renzo Stacchi.

### Edizioni home video

#### VHS
America del Nord
- Superior Duck (1997)
- Daffy Duck's Madcap Mania (1998)
- Looney Tunes: The Collector's Edition - Vocal Genius (gennaio 2000)

Italia
- Super Duck (ottobre 1998)

#### Laserdisc
- Duck Victory: Daffy Duck's Screen Classics (1993)

#### DVD
Il corto fu pubblicato in DVD-Video in America del Nord nel secondo disco della raccolta Looney Tunes Golden Collection: Volume 1 (intitolato Best of Daffy & Porky) distribuita il 28 ottobre 2003; il DVD fu pubblicato in Italia il 2 dicembre 2003 nella collana Looney Tunes Collection, col titolo Daffy Duck & Porky Pig. In Italia è stato incluso anche nel DVD Il tuo simpatico amico Porky Pig, uscito il 2 dicembre 2009.